# جون جنكينز (لاعب كرة قدم أمريكية)
جون جنكينز (بالإنجليزية: Jon Jenkins)‏ هو لاعب كرة قدم أمريكية أمريكي، ولد في 17 يونيو 1926 في فروستبورغ في الولايات المتحدة، وتوفي بنفس المكان في 30 يونيو 1999.

## وصلات خارجية
- جون جنكينز على موقع مرجع كرة القدم المحترفة.كوم (الإنجليزية)
- جون جنكينز على موقع JustSportsStats.com (الإنجليزية)